# Kniptjärnarna (Junsele socken, Ångermanland, 709584-154369)
Kniptjärnarna är en sjö i Sollefteå kommun i Ångermanland och ingår i Ångermanälvens huvudavrinningsområde.